# Teyl damsonoides
Teyl damsonoides is een spinnensoort uit de familie Anamidae.
De soort werd voor het eerst wetenschappelijk beschreven door Main in 1983 als Merredinia damsonoides.
De soort komt voor in West-Australië.